# Acosmetia biguttula
Acosmetia biguttula is een vlinder uit de familie van de uilen (Noctuidae). De wetenschappelijke naam van deze soort is voor het eerst voorgesteld als Mamestra biguttula door Viktor Ivanovitsj Motsjoelski in een publicatie uit 1866.
De soort komt voor in Korea en Japan.